# Vom Müller-Hannes
Vom Müller-Hannes. Eine Geschichte aus der Eifel ist eine Erzählung von Clara Viebig von 1902. Sie wurde eines der meistgelesenen Bücher des folgenden Jahres.

## Inhalt
Kurzfassung
Ein junger, von den Eltern verwöhnter Müllersohn kann mit seinem ererbten Reichtum nicht umgehen. Deshalb verliert er letztlich seine Ehefrau, einen neugeborenen Sohn, die Mühle und am Ende sein Augenlicht. Doch diese Schicksalsschläge führen eine Wende in seinem Leben herbei und er ist dankbar für seine Tochter, die ihm bleibt und für ihn sorgt.
Ausführliche Inhaltsbeschreibung
Hannes (Johannes Kirchweiler) übernimmt von seinem Vater die Eifelmühle, die unterhalb des Mosenkopfs bei Meerfeld an der Kleinen Kyll gelegen ist. Außerdem erheiratet er über die zierliche Winzertochter Tina, die von der Mosel stammt, eine stattliche Mitgift. Doch das Vermögen, das ihm allzu leicht zugefallen ist, vermag Hannes weder zu schätzen noch zu nutzen. Auch die Geldheirat schlägt nicht zu seinem Glück aus. Mit der Treue hat er es noch nie genau genommen, außerdem muss er sich später eingestehen, dass seine Jugendliebe Seph (Josepha), ein armes, aber leidenschaftliches Häuslermädchen aus dem Dorf, wesentlich besser zu ihm gepasst hätte als seine zarte und bald auch kränkelnde Frau.
Als Tina nicht den ersehnten Stammhalter, sondern 'nur' ein Mädchen, Fränz (Franziska) zur Welt bringt, hält Hannes es kaum noch in der Mühle aus. Er ist meist in verlustbringenden Geschäften unterwegs, verbringt viel Zeit im Wirtshaus von Manderscheid, wo er Geld verschwendet, indem er die anderen Gäste freihält oder zur Kirmes Geld unter die Menge wirft. Ist er zu Hause, so kommandiert er seine Frau.
Hannes wirtschaftet seinen Betrieb herunter, zumal sich in unmittelbarer Nähe zwei weitere tüchtige Müller niederlassen, die ihm zur Konkurrenz werden. Unseligerweise gerät Hannes auch noch in Konflikt mit dem wohlhabenden Jakob Laufeld, der seine Möglichkeiten nutzt und dem Hannes eine Hypothek kündigt, die auf dem Mühlenanwesen lastet.
Letztlich verliert Hannes die Mühle, den sehnlichst erwünschten neugeborenen Sohn und seine Frau, die dem toten Kind bald folgt. Zudem verschlechtert sich nach einem Unfall sein Augenlicht. Doch der fast Erblindete, der nun mit Fränz sein Leben in einer armseligen Hütte fristen muss, vermag seine Fehler einzusehen und ein völlig neues Verhältnis zu sich und der Welt zu gewinnen. Zudem erkennt er, dass ihm der größte Schatz seines Lebens verblieben ist, nämlich seine fürsorgliche und tatkräftige Tochter Fränz.

## Historische Hintergründe der Handlung
In der Eifelgemeinde Meerfeld  gab es eine Walk- bzw. Tuchmühle sowie die ‚Obere‘ und die ‚Untere Mühle‘ am Meerbach. Die Geschichte des leichtlebigen Eifelmüllers, die sich tatsächlich um 1880 zugetragen hat, und das verfallenden Mühlengebäude sprach zeitgenössische Schriftsteller, Fotografen und Maler stark an, so auch Clara Viebig. Die Geschichte des Hannes trug sich an der mittleren Mühle zu, die zunächst Walkmühle ist, später als Mahlmühle verwendet wird. Die beiden anderen Mühlen repräsentieren die Konkurrenten des Hannes.
Anlässlich der Erstveröffentlichung des ›Müller-Hannes‹ äußert sich Viebig über ihre Quellen:

„Die Leute in der Eifel, die Bauern und Müller um Manderscheid haben mir die Geschichte des Müller-Hannes zugetragen – sie ist noch heut‘, seit zwanzig, dreißig Jahre vergangen, den Leuten frisch, als wäre sie gestern passiert. Hundertmal habe ich bei der verfallenen Mühle gesessen, die niemand mehr aufbauen mag, und der Geschichte dieses Kraftmenschen nachgesonnen; seitdem ich aber, von einem Unwetter überrascht, in Sauerseifen – so heißt jener verlaßne Bau in weltferner Schlucht – Schutz suchte und eine alte, armselige Frau sich mir als das Weib jenes Müller-Hannes offenbarte, ist mir mein Nachsinnen zum lebendigen Wort geworden.“

Doch Viebig ergänzt den volkstümlichen Stoff:

„Den Mann, dessen Existenz sich in Wirklichkeit im Grau der Vergessenheit verliert, habe ich neu aufleben lassen, so wie ein zäher Stamm aus Eifelgeschlecht auch auf kümmerlichem Boden Nahrung genug für seine knorrigen Wurzeln findet.“

Sie nimmt, über die authentische Anregung hinaus, das literarische Motiv des gutmütigen und freigiebigen, später aber verarmten Menschentypen auf, wie er in ‚Timon von Athen‘ (1623) von Shakespeare oder im Roman Die Mühle am Floss (1860) der englischen Schriftstellerin George Eliot vorkommt, und gestaltet es nach eigenem Gutdünken aus.
Datenbank der Kulturgüter in der Region Trier 2022

## Interpretationsansätze

### Zum Plot
Ein Grund für Viebigs Interesse an dem verfallenden Gebäude mag die generelle Neigung für die künstlerische Gestaltung des Morbiden im Naturalismus sein. Insbesondere die Sprache des Müller-Hannes gestaltet sie dementsprechend in starkem Eifeldialekt:

„Wat heulste eweil widder? […] Ech, ech, ech! Wat gaffste? Hei gitt et net gemuckt, hei gitt et nor pariert – voran, maach, hol mer noch en Flasch Bitburger aus’m Keller!“

Die naturalistische Ausrichtung hält Viebig jedoch nicht davon ab, in einigen Szenen „romantische[s] Gemüt“ zu zeigen, wie von zeitgenössischen Rezensenten kritisch angemerkt wird. Eine solche Gestaltung zeigt sich insbesondere beim Scheitern des Hannes.

### Textgestaltung
Bereits im Anfang spiegeln sich charakteristische Züge des Plots und das Ende. Viebig entwickelt in den ersten beiden Sätzen einen ‚dualen Blick‘: Sie vermittelt einerseits – faktisch – topographisches und soziologisches Wissen, sodass eine Identifikation mit einzelnen Figuren erleichtert wird, z. B. die Mühle und die Eifel betreffend, und deutet andererseits symbolisch und metaphorisch den Gang der Geschichte und der Protagonisten punktuell voraus.
Zunächst fallen die in binärer Opposition stehenden Ortsangaben ›Hoch-unten‹ und ›Draußen-drinnen‹ auf. Während oben auf dem Berg die Natur in Bewegung geraten ist und ein Hauch von Frühling in Form des tröpfelnden Schmelzwassers sich auf den Weg ins Tal macht, liegt unten bei der Mühle noch der Winterschnee. Der erste Satz („Draußen lag der Schnee …“) erfüllt hier eine wegweisende Bedeutung. Der Weg des Müllersohns führt nämlich von oben nach unten in das Tal, bevor es ganz am Ende wieder aus dem Tal auf die „freie Eifelhöhe“ geht.
Im Sinne einer Vorschau wird gezeigt: So wie der Schnee auf dem Berg langsam schmilzt, verkleinert sich unaufhaltsam der Besitz und das Vermögen des Hannes.
Das Auf und Ab von Hannes‘ Leben wird auch durch den Laufeld repräsentiert. In erster Linie ist er es, der den Hannes an den Bettelstab bringt. Jedoch am Schluss steht er, von seinem Sohn im Stich gelassen, als eigentlicher Verlierer da.

### Landschaftsbeschreibung als Spiegel der Seele
In unmittelbarer Nachbarschaft der Mühle befindet sich der Mosenberg, ein erloschener Vulkankegel. Mit ihrer Beschreibung von Licht und farblichen Varianten gestaltet Viebig den personifizierten Mosenberg, der gleichsam zu einem weiteren Akteur im Roman wird, die Stimmungen des Hannes. Die Gestaltung erfolgt jeweils aus Hannes‘ Erzählperspektive. Zu glücklichen Zeiten nimmt er den Berg folgendermaßen wahr:

„Der Mond streichelte den Kopf des alten Riesen; jeder Grat, jedes Grätchen, jede Schrunde, jeder Riß war sichtbar im vollen Licht.“

Als Hannes ein vermeintliches Recht an seinem Müllerbach nicht geltend machen kann, schaut auch der Vulkan „finster mit seiner schwarzen Lavakuppe, über der ein düsterer Wolkenball hing.“ Dass dieses Recht auch nicht einklagbar ist, zeigt bereits die Kargheit der Landschaft an:

„Finster blickte der Mosenkopf; seine Hänge waren nicht mehr grün, das Gras […] war falb und dürr geworden, und der Schnee […] hatte sich in langen schmutzigen Streifen darüber ergossen.“

Später nimmt Hannes gar nur noch »die finstere Kuppe des Kraterberges« wahr.
Bevor er Frau und Kind verliert, ist auch dieses Ereignis in der Darstellung des Mosenbergs bereits angedeutet. Die Farben sind förmlich am Explodieren:

„Der Mosenkopf flimmerte in goldenem Glast […]. Wie ein roter Ball lastete das Rund der sinkenden Sonne auf dem Gipfel, ein ganzes Bündel Strahlen schoß von dorther auf die grünen Matten hinunter. Die schwarzen Lavablöcke, die als zackiger Kamm oben den Krater umgeben […], standen kolossal gegen den lichtdurchtränkten Äther. Selbst in ihrer Schwärze war heut Gefunkel, als säßen Diamanten im porösen Gestein, so blinkerte und glitzerte das. Und je mehr die Sonne sank […], desto leuchtender die Felsen. Sie glühten nach, sie wurden tief purpurn, als hätten sie alle Sonne geschluckt, während der Himmel sich schon zart entfärbte.“

Die farbliche Beschreibung reicht von goldenen Glast, einer roten Sonne, kontrastiert mit der Komplementärfarbe der grünen Matten und den schwarzen-purpurnen Lavablöcken, die wie Diamanten aussehen, während sich der Himmel entfärbt. Das Verschwinden jeglicher Farben deutet bereits die Erblindung des Hannes an.
Die Beleuchtung wechselt flatterhaft, wie die Psyche des Protagonisten: so ‚flimmert‘ der Berg, ‚Strahlen schießen‘, der ‚lichtdurchtränkte Äther‘ zeigt sich, wobei in der Lava ›Gefunkel‹ ist, das ‚blinkert‘ und ‚glitzert‘. Die Felsen ‚leuchten‘ und ‚glühen‘, bevor sie sich bei Einbruch der Dunkelheit ‚entfärben‘. Schließlich prasselt und ‚schießt‘ der Farb- und Strahlenregen in einer räumlichen Darstellung von oben herab.
In dieser Beschreibung des Mosenbergs, kombiniert Clara Viebig die Technik der farblichen Beschreibung, der Beleuchtung und der Darstellung von Räumlichkeit, um die Handlung in der Darstellung der sie umgebenden Landschaft widerzuspiegeln, und die erheblich an die Kunst eines Malers erinnert.

## Veröffentlichungsgeschichte
Die Erzählung wurde Ende 1902 zuerst im Neuen Wiener Tagblatt abgedruckt und kurz danach in der Züricher Post und im Vorwärts (Unterhaltungsbeilage). 1903 erschien die erste Buchausgabe  bei F. Fontane & Co. in Berlin, der rasch weitere Auflagen folgten. Im ersten Erscheinungsjahr wurde es als eines der sieben am meisten ausgeliehenen  Bücher in Bibliotheken festgestellt. Es gab mehrere Übersetzungen in das Niederländische 1903 und später und eine in das Tschechische (1912).
Seit 19081 gab es mehrere Neuausgaben, zuerst durch die Verbandsgemeinde Manderscheid, in der die Handlung spielte.

## Ausgaben

### Deutsche Textausgaben
- 1902: in Neues Wiener Tagblatt,  1.10.1902 (Nr. 270)  –  29.11.1902 (Nr. 327).
- 1902/1903: als Der Müllerhannes, in: Züricher Post,  09.12.1902 (Nr. 289)   bis  01.02.1903 (Nr. 27).
- 1903: als Der Müller-Hannes, in Unterhaltungsblatt des Vorwärts (Beilage der Tageszeitung), 04.01.1903 (Nr. 2) –  24.02.1903 (Nr. 28).
- 1903: Berlin: Fontane [316 S.], 1.–7. Auflage Digitalisat
- 1903: 8., 9. und 10. Aufl., Berlin: Fleischel [316 S.]
- 1905: 11. Aufl., Berlin: Fleischel [316 S.]
- 1908: 12. Aufl., Berlin: Fleischel [316 S.].
- 1911: Ausgewählte Werke (6 Bde.), Bd. 2.: Kinder der Eifel/Vom Müller Hannes, Berlin: Fleischel (S. 223–476).
- 1911: Geschichten aus der Eifel: Kinder der Eifel/Vom Müller-Hannes, 13.–18. Aufl., Berlin: Fleischel (S. 223–476).
- 1912: 13. Aufl., Berlin: Fleischel [316 S.].
- [1916]: Ullstein-Bücher 74, Berlin: Ullstein [318 S.].
- 1918: Eifelgeschichten. Kinder der Eifel/Vom Müller Hannes, 19. Aufl., Berlin: Fleischel (S. 223–476).
- 1921: Eifelgeschichten. Kinder der Eifel/Vom Müller Hannes, 24. Aufl. Berlin: Fleischel (S. 223–476).
- 1921: Eifelgeschichten. Kinder der Eifel/Vom Müller-Hannes, Berlin: Fleischel (S. 223–476).
- 1922: Ausgewählte Werke, Bd. 7: Kinder der Eifel/Vom Müller Hannes, Stuttgart: Deutsche Verlagsanstalt (S. 222–476).
- 1923: Eifelgeschichten: Kinder der Eifel/Vom Müller-Hannes, 26.–28. Aufl., Stuttgart: Deutsche Verlagsanstalt (S. 222–476).
- 1925: 42.–43. Tsd., Stuttgart: Deutsche Verlagsanstalt [316 S.].

- [1981]: Manderscheid: Verbandsgemeinde Manderscheid [190 S.].
- 1993: Briedel: Rhein-Mosel-Verlag [221 S.].
- 1994: Rhein-Zeitung, Koblenz vom 17.03.-11.06.1994.
- 1996: 2. Aufl., Briedel: Rhein-Mosel-Verlag [221 S.].
- 2010: 3. Aufl., Briedel: Rhein-Mosel-Verlag [207 S.].

### Übersetzungen
- 1903: Hannes van den molen , übers. v. Anna van Gogh-Kaulbach, Haarlem: Loosjes [281 S.]. [Hannes von der Mühle]
- 1903: De Molen van de Maar , o. Übers., in: De Nieuwe Courant, 3. Jg. Nr. 209 v. 02.05.1903. [Die Maarmühlen]
- 1903: De molen van de Maar , o. Übers., Soerabaiasch-* Handelsblad, Staat – en letterkundig Dagblad van Nederlandsch-Indië, 51. Jg. Nr. 131 v. 06.06.1903.
- 1905: Hannes van den molen , o. Übers., in: Haarlemsch Dagblad, 22. Jg., Nr. 51 v. 28.06.1905 – Nr. 102 v. 21.12.1905.
- 1905: Hannes van den molen , o. Übers., in: Haarlemsch Advertentieblad, 27. Jg., Nr. 51 v. 28.06.1905 – Nr. 101 v. 20.12.1905.
- 1912: O mlynari Hanesovi , übers. v. Zd. Hostinská, Prag: Jos. R. Vilímek [227 S.].

### Tonträger
- 2007: 7 Audio-CDs, gesprochen von Eva Kraiss, Daun: Technisat.